# Járnsaxa (satélite)
Járnsaxa, também conhecido como Saturno L, é um satélite natural de Saturno. Sua descoberta foi anunciada por Scott S. Sheppard, David C. Jewitt, Jan Kleyna, e Brian G. Marsden em 26 de junho de 2006, a partir de observações feitas entre 5 de janeiro de 2006 e 29 de abril de 2006. Sua designação provisória foi S/2006 S 6.
Tem cerca de 6 km de diâmetro, e orbita Saturno a uma distância média de 18 556 900 km em 943,784 dias, com uma inclinação de 162,9° com a eclíptica (164,1° com o equador de Saturno), em uma direção retrógrada com uma excentricidade de 0,1918.
Foi nomeado a partir de Járnsaxa, um gigante da mitologia nórdica.